# Chapitre des Chanoinesses de Maubeuge
Le chapitre des Chanoinesses de Maubeuge est un bâtiment religieux situé à Maubeuge dans le département du Nord. L'ancien chapître des Chanoinesses est inscrit au titre des monuments historiques par arrêté du 18 novembre 1941.

## Situation
L'édifice se trouve au 2, 4, 6, 8, 10, 12, 14 rue du Chapître dans la ville de Maubeuge.

## Histoire

### Origine
Sainte Aldegonde, sainte et fondatrice de la ville, fonde un monastère au VIIe siècle à Maubeuge.

## Description
Le chapitre ferme ses portes lors de la Révolution française. Il servit de clinique et de musée depuis 1980, désormais le bâtiment abrite le lycée Notre-Dame de Grâce.